# اوبرویته
اوبرویته (به آلمانی: Oberreute) یک شهر در آلمان است که در لینداو واقع شده‌است. اوبرویته ۱٬۶۰۹ نفر جمعیت دارد.